# Пута (приток Печоры)
Пута — река в России, протекает по территории Усть-Цилемского района Коми. Устье реки находится в 377 км по левому берегу реки Печоры. Длина реки составляет 137 км, площадь водосборного бассейна 850 км.

## Притоки
(км от устья)
- 23 км: Ситков (пр)
- 41 км: река без названия (лв)
- 47 км: Михина Рассоха (лв)
- 50 км: Клеванов (пр)
- Боровой (лв)
- Верхний (лв)
- Большая Рассоха Восточная (пр)
- 107 км: Малая Рассоха Восточная (пр)
- 118 км: Северная Пута (пр)

## Данные водного реестра
По данным государственного водного реестра России относится к Двинско-Печорскому бассейновому округу, водохозяйственный участок реки — Печора от водомерного поста Усть-Цильма и до устья, речной подбассейн реки — бассейны притоков Печоры ниже впадения Усы. Речной бассейн реки — Печора.
Код объекта в государственном водном реестре — 03050300212103000080734.